# Martin Albrechtsen
Martin Albrechtsen (Værløse, 31 marzo 1980) è un calciatore danese, difensore del Prespa.

## Palmarès

### Club

#### Competizioni nazionali
- Campionato danese: 2

Copenaghen: 2002-2003, 2003-2004
- Coppa di Danimarca: 1

Copenaghen: 2003-2004
- Football League Championship: 1

West Bromwich: 2007-2008